# Пакля

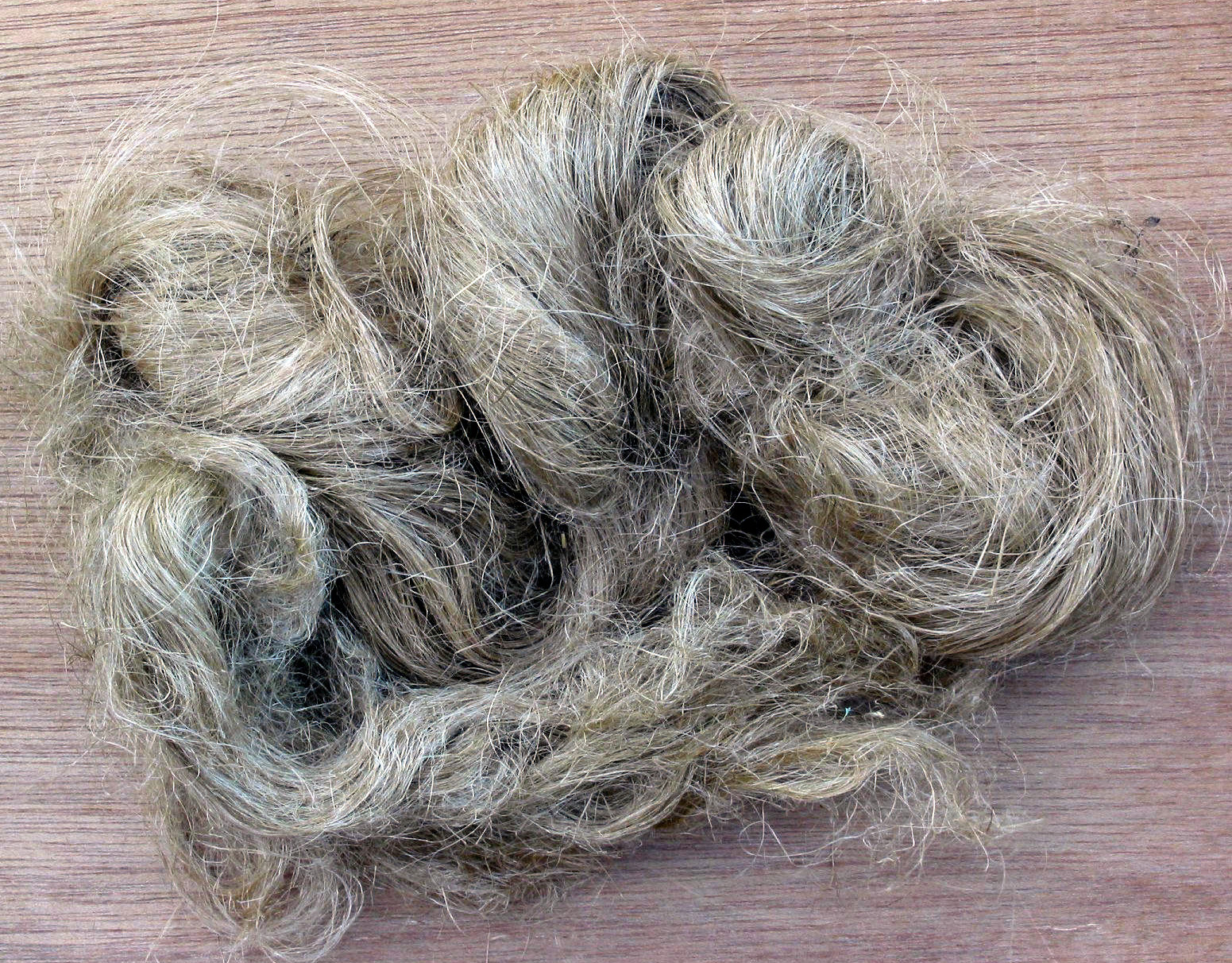
Конопляное волокно

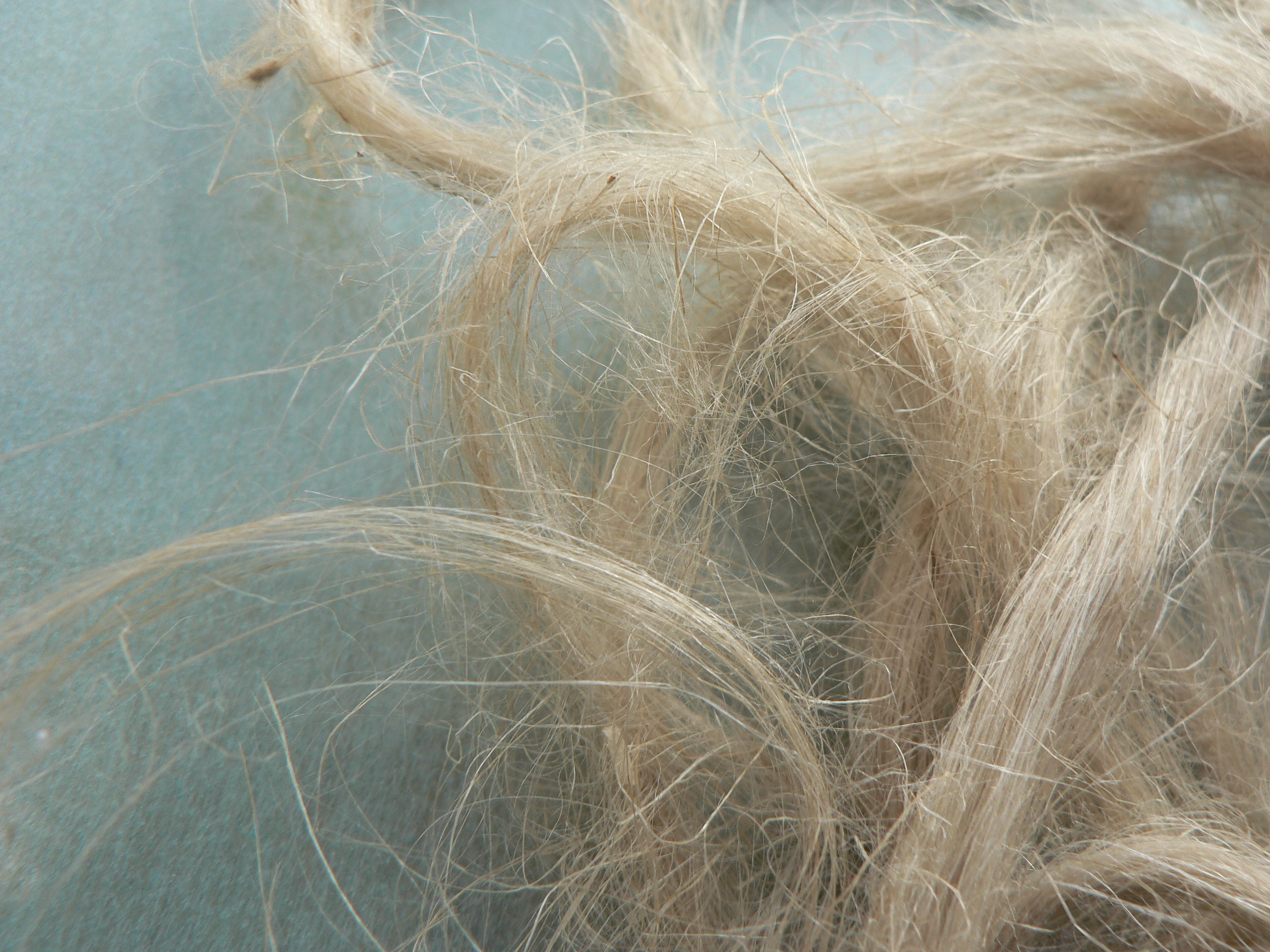
Льняное волокно

Па́кля — грубое, короткое, спутанное волокно, отход от первичной обработки конопли, льна и других лубяных культур (при мягчении и трепании), непригодное для прядения и сильно загрязнённое кострой.
Подмотка — льняная пакля.
Пакольная верёвка — то же, что и пеньковая, но только из очёсов.
Обладает лёгким асептическим эффектом и хорошими изоляционными свойствами. В строительстве употребляется как прокладочный, набивочный, обтирочный материал для прокладки венцов, набивки, конопатки щелей. В старину паклей конопатили щели в деревянных конструкциях (стены домов, борты лодок и кораблей), обеспечивая таким образом их водонепроницаемость и теплоизоляционные свойства.